# Прохладненський район
Прохладненський район (рос. Прохладненский район) — муніципальне утворення у Кабардино-Балкарії.

## Адміністративний устрій
Складається із 19 сільських поселень.